# Turbonilla insularis
Turbonilla insularis är en snäckart som beskrevs av Dall och Simpson 1901. Turbonilla insularis ingår i släktet Turbonilla och familjen Pyramidellidae. Inga underarter finns listade i Catalogue of Life.
Dess skal blir upp till 7,1 millimeter långt.
Den lever i havet utanför Puerto Rico, Venezuela och Curaçao.